# Касмамбетов, Сапарбек
Сапарбек Касмамбетов (30 мая 1934, жайлоо Чалай в Кочкорской долине, Нарынская область, Киргизская АССР — 19 января 2020, Бишкек, Кыргызстан) — известный киргизский манасчи, исследователь эпоса, поэт и прозаик, тюрколог, сказитель киргизского эпоса о богатыре Манасе и других богатырских эпосов.

## Биография
Родился 30 мая 1934 года в Нарынской области. Большую часть детства он провел в Кочкорском районе Нарынской области. Позднее переехал к своим родичам в село Корумду Иссык-Кульского района.
В 1972 году окончил педагогическое училище в Караколе, в 1982 — отделение фольклора Института искусства имени Б. Бейшеналиевой.
Большую часть жизни он прожил в Нарынской области и г. Балыкчы Иссык-Кульской области Кыргызстана. Был артистом провинциального театра и работал учителем истории и литературы.
Начиная с 1990-х годов жил в Бишкеке.
Скончался 19 января 2020 года в Бишкеке после долгой продолжительной болезни.

## Творчество
Автор 6 книг об исследовании эпоса и простых киргизах:
- «Бала кыялы» (Детская мечта, 1994);
- «Эр Кошой» (Богатырь Кошой, 1994);
- «Бала Манас баяны» (Детство Манаса, 1998);
- «Балыкчы баяны» (Легенда о рыбаке ,1998);
- «Билерик» (Браслет, 2003).

В Кенте (Великобритания) в 2011 году вышел из печати сборник его публицистических рассказов и воспоминаний о пройденном пути манасчи.
С девятилетнего возраста стал рассказывать о подвигах богатыря Манаса, основного героя киргизского фольклора. Его наставником был манасчи Шапак Ырысмендеев. Освоил искусство манасчи, стал поэтом. Прошёл большую школу импровизаторства.
Любимый эпизод из эпоса: «Переход Семетея через воды Ургонча».
Выступал не только в разных краях республики, но и за рубежом. Будучи с выступлениями в Шотландии, рассказывал со сцены о жизни легендарного батыра 20 часов подряд. Слушатели-шотландцы были поражены настолько, что выступление сказителя записали на видео, а потом выпустили трехтомное издание эпоса на английском языке.

## Награды и звания
- В 2010 году общественным фондом «Улуу Баян», созданным для поддержки творчества манасчы был награждён званием «Эл манасчысы» и общественной наградой «Залкар манасчы». Ему установлена пожизненная стипендия в размере 2 000 Киргизских сомов (сум примерно равен российскому рублю на конец 2014 года).
- Почётный гражданин города Балыкчы, Кыргызстан.
- Заслуженный деятель культуры Кыргызской Республики.
- Медаль «Данк» («Слава»)[5].
- Почётная грамота Правительства Кыргызской Республики (2014)[6].
- Благодарность от имени Премьера-министра Кыргызской Республики (2016)[7].